# 建設機械抵当法
建設機械抵当法（けんせつきかいていとうほう、昭和29年5月15日法律第97号）は、建設機械に対する登記制度および抵当制度に関する日本の法律で、民法に対する特別法である。
動産である建設機械について、登記制度を整備し、それによって抵当権の設定を容易にすることを目的としている。